# Nous autres (émission de radio)
Cet article concerne L'émission radiophonique. Pour l'article concernant le roman de science-fiction, voir Nous autres.
Nous autres était une émission radiophonique de France Inter présentée et produite par Zoé Varier. Elle fut diffusée les vendredis de 20h10 à 21h à partir du 9 septembre 2005 mais ne fut pas renouvelée sur la grille de la rentrée 2013.
À partir d'un thème, l'émission se veut une interprétation d'un ton d'apparence légère, faite de bouts de vie exprimés par des portraits radiophoniques (archives, reportages…) ou d'extraits des auditeurs, comme une espèce de camaïeu de vies. L'émission hebdomadaire est accompagnée d'un entretien plus ou moins intimiste pour entamer un dialogue autant qu'un débat. Par sa forme elle peut faire penser à l'univers un peu « surréaliste » de la Panique au Mangin palace, autre émission hebdomadaire de la radio nationale.

## Équipe
- Productrice : Zoé Varier
- Réalisation : Michelle Soulier
- Musiques : Emmanuelle Chupin